# Gisle (biskop)
Gisle (Gislo) var den förste kände biskopen i Linköpings stift. Han omtalas vara närvarande vid kyrkomötet i Lund 1139 och vid Lunds domkyrkas invigning 1145. På hans tillstyrkan eller under hans medverkan anlades de första klostren i Sverige, Alvastra och Nydala. Gisle var troligen i livet åtminstone omkring 1160 då han omtalas i ett dokument.